# 나가타 시게카즈
나가타 시게카즈(일본어: 長田 重一, 1949년 7월 15일 ~ )는 일본의 생물학자(분자생물학)이며 오사카 대학 면역학프런티어연구센터 교수이다.

## 인물
이시카와현 가나자와시에서 태어나 도쿄 대학 이학부 생물화학과를 졸업하고 1977년에 도쿄 대학 대학원 이학계 연구과 박사과정을 수료한 뒤 《폴리펩타이드 사슬 연장 인자 1.EF-1의 정제와 기능》이라는 논문으로 이학박사 학위를 받았다. 취리히 대학교 분자생물학연구소 연구원, 도쿄 대학 의과학연구소 조수, 오사카바이오사이언스연구소 분자생물학부문 연구부 부장, 오사카 대학 대학원 생명기능연구과 시공생물학 교실 교수·의학계 연구과 유전학 교실 교수를 거쳐 2007년부터 현직에 있다. 2010년에는 일본 학사원 회원으로 선출됐다.
세포자살 연구의 1인자로도 알려진다.

## 사건
2014년 연말부터 2015년 연초에 걸쳐 일본 분자생물학회 회원이 운영하는 ‘일본의 과학을 생각한다’라는 웹사이트의 ‘날조 문제에 대한 분노를’이라는 주제의 댓글 및 2채널의 ‘날조, 부정 논문 종합 스레네오 24’라는 게시판에서 1998년 ~ 2002년에 출판된 책임 저자를 담당했던 5보의 논문에 부자연스러운 화상 데이터의 유사점이 있었다고 익명A 및 ‘이름없는 게놈의 클론상’이라는 닉네임의 투고를 통해서 지적돼 일반에 알려졌다. 5보의 논문의 필두 저자는 동일했다. 5보 가운데 네이처지의 논문 1보에 대해서는 재실험한 데이터를 사용하여 수정했다. 수정 후 이 논문에 대한 해설을 네이처와의 인터뷰에서 해설했다. 또한 이 17년 전 네이처 논문의 수정을 트위터에서 칭찬한 스탠포드 대학교의 연구자는 전 세계 20,000보에 달하는 논문을 조사하여 800보의 논문에 부자연스러운 화상이 있었음을 이듬해인 2016년에 논문으로 보고한 바있다.

## 주요 경력
- 1972년 : 도쿄 대학 이학부 생물화학과 졸업[14]
- 1977년 : 도쿄 대학 대학원 이학계 연구과 박사과정 수료[14]
- 1977년 : 도쿄 대학 의과학연구소 조수[14]
- 1977년 ~ 1981년 : 취리히 대학교 분자생물학연구소 연구원[14]
- 1982년 ~ 1987년 : 도쿄 대학 의과학연구소 조수[14]
- 1987년 ~ 1998년 : 오사카바이오사이언스연구소 분자생물학부문 부장[14]
- 1995년 ~ 2007년 : 오사카 대학 대학원 의학계 연구과 유전학 교수[14]
- 2002년 ~ 2007년 : 오사카 대학 대학원 생명기능연구과 시공생물학 교수[14]
- 2007년 ~ 2015년 : 교토 대학 대학원 의학연구과 화학 교수[14]
- 2015년 ~ 현재 : 오사카 대학 면역학프런티어연구센터 교수[14]

## 수상 경력
- 1986년 10월 : 일본 생화학회 장려상
- 1990년 12월 : 발츠상
- 1992년 10월 : 모치다 기념 학술상
- 1994년 11월 : 에밀 아돌프 폰 베링상
- 1995년 10월 : 로베르트 코흐상
- 1995년 10월 : 오사카 과학상
- 1996년 11월 : 베링·기타사토상
- 1998년 1월 : 아사히상
- 1998년 2월 : 다카마쓰노미야비 암연구기금 학술상
- 1998년 3월 : 우에하라상
- 2000년 6월 : 은사상·일본 학사원상
- 2001년 11월 : 문화공로자
- 2013년 9월 : 게이오 의학상[15]

## 회원
- 2015년 : 미국 과학 아카데미 회원